# 경포고등학교
경포고등학교(鏡浦高等學校)는 대한민국 강원특별자치도 강릉시 포남동에 있는 공립 고등학교이다.

## 학교 연혁
- 1982년 11월 30일 : 경포고등학교 설립 인가(남,여 공학 보통과 24학급)
- 1982년 12월 23일 : 제1동(본동) 준공
- 1983년 3월 4일 : 초대 김종수 교장 부임
- 1983년 3월 4일 : 개교식 거행
- 1984년 12월 31일 : 제2동(후동) 준공
- 1996년 12월 31일 : 제3동(전문부 실습실) 준공
- 2000년 12월 31일 : 체육관(보래미관) 준공
- 2002년 10월 15일 : 특성화고등학교(전산건축계열) 지정
- 2008년 3월 1일 : 특수학급 1학급 인가
- 2012년 7월 20일 : 전산건축디자인과 폐과 승인(2013학년도부터 일반계고 보통과 24학급으로 전환)
- 2019년 12월 11일 : 교산모루(다목적실) 준공
- 2025년 1월 6일 : 제40회 졸업식(164명 남 69명, 여 95명, 누계 14,772명)
- 2025년 3월 1일 : 제18대 김영대 교장 부임
- 2025년 3월 4일 : 제43회 입학식(191명)

## 참고 자료
- 경포고등학교 - 한국교육학술정보원 학교알리미